# Бусыгин, Алексей Терентьевич
Алексей Терентьевич Бусыгин (1911—1989) — советский врач-стоматолог, профессор Смоленского государственного медицинского института, заслуженный деятель науки РСФСР.

## Биография
Алексей Бусыгин родился 4 марта 1911 года. В 1946 году он окончил Московский медицинский стоматологический институт. В 1953 году Бусыгин стал кандидатом, а в 1964 году — доктором медицинских наук. С 1967 по 1984 годы он работал заведующим кафедрой ортопедической стоматологии Смоленского государственного медицинского института.
Бусыгин активно занимался изучением морфологии зубочелюстной системы человека, а также пародонтоза. Являлся автором пяти изобретений, в том числе методики изготовления тотальных препаратов челюстных костей для изучения их структур на границе макро-микроскопической видимости. Написал более 80 научных работ, в том числе 6 монографий, его руководством были защищены 15 кандидатских диссертаций. За большие заслуги в развитии медицины Бусыгину было присвоено звание заслуженного деятеля науки РСФСР.
Скончался 20 мая 1989 года, похоронен на Новом кладбище Смоленска.
Мемориальная доска в память о Бусыгине установлен на здании Смоленской областной клинической стоматологической поликлиники.